# Mesosemia naiadella
Espèce
Mesosemia naiadella est une espèce d'insectes lépidoptères (papillons) appartenant à la famille des Riodinidae et au genre Mesosemia.

## Dénomination
Mesosemia naiadella a été décrit par Hans Ferdinand Emil Julius Stichel en 1909.

### Sous-espèces
- Mesosemia naiadella naiadella, Guyana, au Pérou et au Brésil.
- Mesosemia naiadella dryadella Stichel, 1909;  en Équateur
- Mesosemia naiadella oreas Stichel, 1915; présent en Guyane et en Guyana[1].

### Noms vernaculaires
Mesosemia naiadella se nomme Naiadella Eyemark en anglais.

## Écologie et distribution
Mesosemia naiadella présent en Guyane, Guyana, au Surinam, en Équateur, au Pérou et au Brésil.